# إدوارد ثورن (سياسي)
إدوارد ثورن هو سياسي كندي، ولد في 1746، وتوفي في 9 ديسمبر 1820. انتخب عضو مجلس نواب نوفا سكوشا ‏.